# Hidroxilcondrodita
L'hidroxilcondrodita és un mineral de la classe dels silicats, que pertany al grup de l'humita. Rep el seu nom com a anàleg hidroxil de la condrodita.

## Característiques
L'hidroxilcondrodita és un silicat de fórmula química Mg₅(SiO₄)₂(OH)₂. Va ser aprovada com a espècie vàlida per l'Associació Mineralògica Internacional l'any 2010. Cristal·litza en el sistema monoclínic.
Segons la classificació de Nickel-Strunz, l'hidroxilcondrodita pertany a «9.AF - Nesosilicats amb anions addicionals; cations en [4], [5] i/o només coordinació [6]» juntament amb els següents minerals: sil·limanita, andalucita, kanonaïta, cianita, mullita, krieselita, boromullita, yoderita, magnesiostaurolita, estaurolita, zincostaurolita, topazi, norbergita, al·leghanyita, condrodita, reinhardbraunsita, kumtyubeïta, humita, manganhumita, clinohumita, sonolita, hidroxilclinohumita, leucofenicita, ribbeïta, jerrygibbsita, franciscanita, örebroïta, welinita, el·lenbergerita, sismondita, magnesiocloritoide, ottrelita, poldervaartita i olmiïta.

## Formació i jaciments
Va ser descoberta a la mina Perovskitovaya, situada a Zlatoust, a l'óblast de Txeliàbinsk, al Districte Federal dels Urals, Rússia. Es tracta de l'únic indret a on ha estat descrita aquesta espècie mineral.